# Делени (Горж)
Делени (рум. Deleni) насеље је у Румунији у округу Горж у општини Плопшору. Oпштина се налази на надморској висини од 224 m.

## Становништво
Према подацима из 2002. године у насељу је живело 276 становника, од којих су сви румунске националности.